# Милан Шкулић
Милан Шкулић (Панчево, 4. мај 1968) српски је правник, доктор правних наука, заменик председника Уставног суда Републике Србије и редовни професор Правног факултета Универзитета у Београду. Некадашњи је члан Државног већа тужилаца (2009–2014) и Високог савета судства (2015–2016).
Аутор је више од 50 књига (уџбеника, научних монографија) и преко 250 научних и других чланака из области кривичног права, кривичног процесног права, међународног кривичног права и криминалистике.

## Биографија

### Образовање и академска каријера
Рођен је 4. маја 1968. године у Панчеву. Студије на Правном факултету Универзитета у Београду је уписао 1987. године. На трећој години студија добија стипендију Републичке фондације за развој научног и уметничког подмлатка. Дипломирао је 21. октобра 1992. године са просечном оценом 9,74. Најпре је волонтирао при Општинском суду у Панчеву, а потом је запослен као судијски приправник 1. фебруара 1993. године.
За асистента на Правном факултету Универзитета у Београду примљен је 1. фебруара 1995. године. Магистарску тезу "Увиђај и криминалистичке верзије" је одбранио 5. априла 1996. године, а докторску тезу "Делинквенција деце и малолетника - кривичнопроцесни и криминалистички аспекти" је одбранио 24. марта 1999. године.
У звање редовног професора Правног факултета Универзитета у Београду је изабран 2009. године. Од 2016. до 2019. године је био шеф Катедре за кривично право.
Између 2009. и 2014. године је био члан Државног већа тужилаца, а од новембра 2015. до децембра 2016. године члан Високог савета судства.
Ишао је на студијске боравке и стручна усавршавања у Гисену, Базелу, Фрајбургу, Бриселу, Лондону, Келну, Бону, Лисабону, Вашингтону, Сан Франциску, Хагу, Хамбургу, Монтреалу, Отави, Љубљани, Бечу, Даблину, Шкотској, Шпанији, при Савету Европе у Стразбуру, Савезном министарству правде у Берлину... Члан је редакција готово свих значајних домаћих часописа из области права.

### Стручно ангажовање при Влади СРЈ и Србије
Учествовао је у раду Комитета за прикупљање података о злочинима против човечности и међународног права Савезне владе СР Југославије.
Од 2005. године је у континуитету члан радних група Министарства правде Републике Србије за израду различитих закона из области кривичног права, укључујући и измене и допуне Кривичног законика. Од јуна 2006. до краја 2007. године се налазио на месту генералног секретара Секретаријата за спровођење Националне стратегије реформе правосуђа Републике Србије.
Такође, био је члан Савета за права детета Владе Републике Србије и Етичког одбора Министарства здравља Републике Србије.

### Судија Уставног суда
Полагањем заклетве пред председником Народне скупштине Републике Србије, ступио је на дужност судије Уставног суда Републике Србије 23. децембра 2016. године.
За заменика председника Уставног суда је изабран 5. марта 2020. године, на предлог шесторо судија.

### Приватан живот
Говори енглески и немачки језик. Ожењен је и има двоје деце.

### Уџбеници и научне монографије
1. "Криминалистика”, (коауторски рад са проф. др Живојином Алексићем), “Досије”, Београд, 1997, прво издање, стр. 467 и потом још шест издања, последње 2019.;
2. “Увиђај и криминалистичке верзије - верзије и увиђај у кривичном поступку” (измењена и допуњена магистарска теза) - Правни факултет Универзитета у Београду, Београд, 1998. године, стр. 326;
3. "Малолетни делинквенти у Србији - нека питања материјалног, процесног и извршног права, (коауторски рад са мр Иваном Стевановић), ЈЦПД Београд, 1999. стр. 430;
4. Законик о кривичном поступку – са предговором, објашњенима и регистром појмова, (коауторски рад са проф. др Загорком Јекић), «Досије», Београд, 2002, стр. 278.
5. «Малолетници као учиниоци и као жртве кривичних дела» (значајно измењена и допуњена докторска дисертација), «Досије», Београд, 2003, стр. 608;
6. «Организовани криминалитет – појам и кривичнопроцесни аспекти», «Досије», Београд, 2003, стр. 432;
7. «Лексикон криминалистике», (коауторски рад са проф. др Живојином Алексићем и др Миланом Жарковићем прво издање, Београд, 2004, стр. 427;
8. «Кривично процесно право», уџбеник за Правни факултет Универзитета у Источном Сарајеву, (коатурски рад са проф. др Загорком Јекић), Источно Сарајево, 2005, стр. 443;
9. «Међународни кривични суд – надлежност и поступак», Правни факултет у Београду и «Досије», Београд, 2005, стр. 592;
10. «Кривично процесно право – општи део», Правни факултет Универзитета у Београду и «Службени гласник», прво издање Београд, 2006, стр. 359 и потом још три издања;
11. „Новине и измене Законика о кривичном поступку из 2006. године у поређењу са Закоником о кривичном поступку из 2001. године“, Правни факултет у Београду и „Службени гласник“, Београд, 2007. (коауторски рад са асист. В. Бајовић); стр. 89;
12. „Коментар Законика о кривичном поступку“, „Службени гласник“, Београд, 2007, стр. 1482;
13. „ Кривично процесно право – посебни део“, прво издање,, Правни факултет Универзитета у Београду и «Службени гласник», Београд, 2008, стр. 172 и потом још три издања;
14. „Кривично процесно право“ – приручник за полагање правосудног испита,, Правни факултет Универзитета у Београду и «Службени гласник», Београд, 2008, стр. 267 и потом још три издања;
15. Коментар Законика о кривичном поступку, Министарство правде Црне Горе и ОЕБС – мисија у Црног Гори, Подгорица, 2009, стр. 1310.
16. „Nationale Strafverfolgung völkerrechtlicher Verbrechen“ - National Prosecution of International Crimes (A.Eser, U.Sieber und H.Kreicker, Hrsg.), Landesbericht – Serbien und Montenegro, Издавач: „Max-Planck-Institut für ausländisches und internationales Strafrecht und Duncker & Humblot“, Berlin, 2004, str. 211 – 327.
17. Кривично процесно право, Правни факултет Универзитета у Београду, 2009. године (обједињени општи и посебни део), потом још девет издања, углавном битно измењених и допуњених, а од 2013. године уџбеник писан по новом ЗКП-у, последње 10. издање, Беград, 2019. године.
18. National Report – Serbia in: F.Dünnkel, J.Grzywa, P.Horsfield and I.Pruin (Eds.), Juvenile Justice Systems in Europe – Current Situation and Reform Developments, Vol.3, „Forum Verlag Godesberg“, Greifswald, Germany, 2010, p. 1195 – 1243.
19. Организовани криминалитет, (коауторски са проф. др Ђорђем Игњатовиће), проф. Шкулић је написао следеће делове: Материјални кривичноправни аспекти организованог криминалитета, Кривичнопроцесни аспекти реаговања на организовани криминалитет и Проширено одузимање имовинске користи), Правни факултет Универзитета у Београду, Београд, 2010 и потом још два издања.
20. Милан Шкулић., Малолетничко кривично право, Правни факултет Универзитета у Београду и „Службени гласник“, Београд, 2011, стр. 428,  978-86-519-1005-3 (СГ),  978-86-7630-31-2 неважећи  (ПФ), COBISS. SR-ID 186194700
21. Милан Шкулић, Коментар Законика о кривичном поступку, Правни факултет Универзитета у Београду и „Службени гласник“, Београд, 2011, стр. (1355)  978-86-519-0681-0, COBISS.SR-ID 181267212
22. Група аутора, Зборник Удружења јавних тужилаца и заменика јавних тужилаца Србије, „Усаглашеност домаћих прописа са институтима Европске уније у области међународне правне помоћи у кривичним стварима и препоруке за хармонизацију, приређивач и написао Увод, стр. 9 -12, Београд, 2011, ISSBN 978-86-87259-20-1, COBISS.SR-ID 183227148
23. Група аутора, Ратни злочини и други основни институти међународног кривичног права, зборник радова, уредио проф. др Милан Шкулић, издавач Удружење јавних тужилаца и заменика јавних тужилаца Србије, Београд, 2011, стр. 402, ISSBN 978-86-87259-27-0, проф. др Милан Шкулић је написао следеће делове:Појам међународног кривичног дела, Значај начела законитости у међународном кривичном праву, Кривично дело геноцида у српском законодавству и у упоредном кривичном праву, Агресија, те Поступак пред сталним Међународним кривичним судом, а заједно са др Гораном Илићем, Председником Удружења јавних тужилаца Србије, написао је: предговор и објашњење циља Пројекта, суђење у Нирнбергу и Токију, Неки покушаји формирања (пара)судова пред којима би се водили поступци за ратне злочине и друга међународна кривична дела, те Перспективе развоја међународног кривичног права.
24. Милан Шкулић, Кривично процесно право, „CID“, Подгорица, 2012.
25. Нови Законик о кривичном поступку Србије – Реформа у стилу „један корак напред – два корака назад“ (коауторски рад са др Гораном Илићем, замеником Републичког јавног тужиоца), (део који је писао Милан Шкулић: стр. 19 – 132. Заједнички предговор: стр. 15 – 18), Удружење јавних тужилаца и заменика јавних тужилаца Србије, Правни факултет Универзитета у Београду и Српско удружење за кривичноправну теорију и праксу, Београд, 2012, 187 стр.
26. Нови Законик о кривичном поступку Србије – Како је пропала реформа – шта да се ради ? (коауторски рад са др Гораном Илићем, замеником Републичког јавног тужиоца), Београд, 2012, (део који је писао Милан Шкулић: стр. 17 – 130. Заједнички предговор: стр. 13 – 16., 185 стр.
27. Један поглед на Хашки трибунал и његово место у историји, монографски зборник Института за упоредно право: „Хашки трибунал између права и политике“, (прир. Јован Ћирић), Институт за упоредно право, Београд, 2013, (стр. 53 – 119. (верзија на српском језику).  978-80059-86-0 неважећи , COBIS.SR-ID 197436428).
28. A View of ICTY and its Place in History, in: „The Hague Tribunal, between Law and Politics“, Institute for comparative law, Belgrade, 2013, (Ed. Jovan Ciric), p. 56 – 119. (верзија на енглеском језику). ( 978-80059-86-0 неважећи , COBIS.SR-ID 197436428).
29. Водич за примену новог Законика о кривичном поступку, „Параграф“, Београд, 2013, коауторски рад са др Гораном Илићем (део који је написао проф. др М. Шкулић – стр. 8- 120), стр. 286 ( 978-86-89527-05-6, COBIS.SR-ID 199664908).
30. Основне новине у кривичном процесном праву Србије – нови Законик о кривичном поступку из 2011. године, Правни факултет Универзитета у Београду, Београд, 2013, 199 стр. ( 978-86-7630-444-8, COBIS.SR-ID 200504588).
31. Приручник за примену Законик о кривичном поступку, написана следећа поглавља: Мере за обезбеђење присуства окривљеног и за несметано вођење кривичног поступка - Поглавље Пето – стр. 153 – 208 и Истрага - Поглавље седмо, стр. 245 – 262, (ур. С. Бејатовић, М. Шкулић и Г. Илић), Удружење јавних тужилаца и заменика јавних тужилаца Србије, Београд, 2013, ( 978-86-85207-97-6).
32. Кривично право – материјално, процесно и извршно, (коауторски рад са проф. др Зораном Стојановићем и проф. др Миленком Радоманом), Удружење правника Србије, Београд, 2013. (део који је писао проф. др М. Шкулић – 235 – 432), 567 стр. ( 978-867542-143-6, COBIS.SR-ID 279946759).
33. National Report – Serbia, in: F.Dünkel, J.Grzywa-Holten, P.Horsfield (Ed.), Restorative Justice and Mediation in Penal Matters – A stock-taking of legal issues implementation strategies and outcomes in 36 European countries, Vol. 2, Band 50/2 Forum Verlag Godesberg, Schriften zum Strafvolzug, Jugendstrafrecht und zur Kriminologie, Greifswald, 2015, стр. 803 – 828.  978-3-942865-31-9, ISSN 0949-8354.
34. National Report – Montenegro, in: F.Dünkel, J.Grzywa-Holten, P.Horsfield (Ed.), Restorative Justice and Mediation in Penal Matters – A stock-taking of legal issues implementation strategies and outcomes in 36 European countries, Vol. 1, Band 50/1 Forum Verlag Godesberg, Schriften zum Strafvolzug, Jugendstrafrecht und zur Kriminologie, Greifswald, 2015, стр. 529 – 550.  978-3-942865-31-9, ISSN 0949-8354.
35. Заштита деце/малолетних лица као оштећених и сведока у кривичном поступку, у књизи: „Заштита деце жртава и сведока кривичних дела, Министарство правде Републике Србије и IMG (International Management Group), Београд, 2015, стр. 43 – 70.
36. Кривично процесно право, (коауторски са проф. др Татјаном Бугарски), Правни факултет у Новом Саду, Нови Сад, 2015, 627 стр.,  978-86-7774-156-3, COBIS.SR.ID 299781895 и потом још једно издање 2019.
37. Организовани криминалитет - Појам, појавни облици, кривична дела и кривични поступак, „Службени гласник“, Београд, 2015, 672 стр.,  978-86-519-1920-9, COBIS.SR.ID 216551180.
38. Организовани криминалитет – појам, појавни облици, кривична дела и кривични поступак, друго битно измењено и са око 20% новог садржаја допуњено издање, «Службени гласник», Београд, 2018.
39. Кривична дела против полне слободе, “Службени гласник”, Београд, 2019, 562. стр.,  978-86-519-2280-3,COBISS.SR.ID277286924.

### Научни чланци, стручни и научни радови објављени у зборницима
1. ”Један поглед на положај оштећеног у кривичном поступку”, Зборник Удружења за кривично право и криминологију Југославије, (саветовање у Будви, Тема: Теоријски и практични проблеми југословенског казненог законодавства), Београд, 1996, стр. 227-234;
2. “ Притвор у кривичном процесном праву Југославије”, коауторски рад са Проф. др Ж. Алексићем, Правни живот бр. 9, Београд, 1996,стр. 369-392;
3. “Прилог дефинисању појма увиђаја”, коауторски рад са мр М. Жарковићем, мр Б. Бановићем и др К. Липовцем, наставницима на Вишој школи унутрашњих послова у Земуну, Безбедност бр. 6, Београд, 1996, стр. 321-336;
4. “ О неким аспектима кривичнопроцесног положаја оштећеног”, I део, (Избор судске праксе - стручно-информативни часопис, бр. 12/96, Београд, 1996, стр. 14-18;
5. “О неким аспектима кривичнопроцесног положаја оштећеног” II део (Избор судске праксе - стручно-информативни часопис, бр. 1/97, Београд, 1997, стр. 15-19 ;
6. “Принцип опортунитета у кривичном поступку према малолетницима” I део (Избор судске праксе стручно информативни часопис, бр. 7-8/97, Београд, 1997, стр. 66-68;
7. “Принцип опортунитета у кривичном поступку према малолетницима” II део (Избор судске праксе стручно-информативни часопис бр. 9/97, Београд, 1997, стр. 62-65;
8. “Аудио надзор телефонских и других разговора у кривичном поступку” (Безбедност бр. 1/97, Београд, 1997, стр. 15-26;
9. “Увиђај у светлу одредаба југословенског Закона о кривичном поступку” - коауторски рад са др К. Липовцем, мр М. Жарковићем и мр Б. Бановићем, наставницима на Вишој школи унутрашњих послова у Земуну) (“Безбедност бр 4/97, Београд, 1997, стр. 447-461;
10. “Улога реконструкције и криминалистичког експеримента у проверавању криминалистичких верзија” (Прилози пројекта конституисање Србије као правне државе - Држава и право, политика и наука - Србија правна држава, бр. 13, Београд, 1997, стр. 61-74;
11. “Идентификација лица утврђивањем генетског кода” (реферат на саветовању Српског удружења за кривично право - Тема: “Право и медицина - додирне тачке - спорна питања”, Копаоник, 1997, стр. 49-58;
12. а) “Компјутерски криминалитет: да ли смо беспомоћни пред овом опасношћу” (Југословенски часопис за правну информатику - Компјутери и право, Вол. 5, број 2, Новембар, 1997, Београд, стр. 43-61 (верзија на српском језику); б) “Computer Crime: Are we Defenseless? (верзија на енглеском језику) - Компјутери и право, Вол. 5, бр. 2, Новембар, 1997. године, Београд, стр. 45-62;
13. “Компјутерски криминалитет - како одговорити на изазов” (рад написан за саветовање о рачунарским наукама и информационим технологијама YU ИНФО 98 - програмска област - Правни аспекти информатике, на Копаонику у марту, 1998, стр. 1225-1230;
14. “Специфичности компјутерског криминалитета” (рад написан за научно-стручни скуп Југословенског удружења за правну информатику, на Жабљаку од 28. фебруара до 8. марта 1998. године; Тема саветовања: “Информационе технологије - садашњост и будућност”, стр. 44 - 47;
15. “Увиђај у светлу основних начела криминалистике” - коауторски рад са др К. Липовцем, мр М. Жарковићем и мр Б. Бановићем, наставницима на Вишој школи унутрашњих послова у Земуну - (Безбедност бр.6/97, Београд, 1997, стр. 791-805;
16. “Убиство или самоубиство (диференцијална криминалистичка дијагноза)” - (рад написан за саветовање Српског удружења за кривично право, Тема: “Убиства и самоубиства у Југославији”, Копаоник, 1998, стр. 243-261;
17. “Притвор у поступку према малолетницима” (рад написан за Копаоничку школу природног права - Тема: “Право и стварност”, Правни живот бр. 9, Том I, Београд, 1997, стр. 549-573;
18. а) “Полицијски притвор и заштита уставних права и слобода” (“Темида”, часопис Виктимолошког друштва Србије, бр. 2, Београд, 1998, стр. 21-28;
19. б) “Protection of the Constitutional Right of Freedom and Police Detention” (“Темида” часопис Виктимолошког друштва Србије, бр. 2 - на енглеском, Београд, 1998, стр. 21-28;
20. “Притвор у циљу обезбеђења присуства оптуженог на главном претресу”, (рад написан за Копаоничку школу природног права, Тема: “Моћ и немоћ права”, “Правни живот”, бр. 9/98, Том И, Београд, 1998.;
21. “Компјутерски криминалитет” (коауторски рад са др Маринком Цетинић - реферат на интекатедарском састанку катедара за кривично право Правних факултета у Југославији и Републици Српској, у октобру 1998. године у Бања Луци;
22. “Злоупотреба дрога и малолетничка делинквенција” (рад написан за саветовање Српског удружења за кривично право - Тема: “Спречавање злоупотребе дрога - савремени мултидисциплинарни концепт”, Копаоник, 26. - 29. март, 1999, стр. 107 - 122;
23. “Процесно-циљна оријентација вештачења у кривичном поступку” I део, (Избор судске праксе - стручно-информативни часопис, бр. 3/99, Издавач: “Глосаријум”, Београд, 1999, стр. 20 - 22;
24. “Примена Закона о кривичном поступку за време ратног стања”, Ванредни број “Избора судске праксе - стручно информативног часописа”, Издавач: “Глосаријум”, Београд, април, 1999, стр. 11 – 15;
25. "Притвор у Уредби о примењивању Закона о кривичном поступку за време ратног стања" - Ванредни број 2 Избора судске праксе - стручно информативног часописа, Издавач: "Глосаријум", Београд, 1999, стр. 15 - 17.;
26. "Масовна виктимизација становништва Југославије услед НАТО агресије", "Темида", часопис Виктимолошког друштва Србије, бр. 2, јун 1999, стр. 30 - 40.;
27. "Кривичнопроцесни положај деце - жртава насиља", "Темида", часопис Виктимолошког друштва Србије, бр. 3-4, децембар, 1999, стр. 11 - 18.
28. "Старосна граница кривичноправне одговорности" - упоредноправна анализа", Страни правни живот, бр. 1-2/1998, Београд, 1998. (наведени број часописа је изашао у јуну 1999), стр. 57 - 80;
29. "Лишење слободе од стране грађана", Архив за правне и друштвене науке, бр. 3, јули-септембар 1999, (наведени број часописа је објављен у фебруару 2000. године), стр. 277 - 302.;
30. "Кривичнопроцесни положај жена жртава насиља", "Темида", часопис Виктимолошког друштва Србије, бр. 1/2000, стр. 29 - 38.;
31. "Основни типови кривичног поступка према малолетницима у упоредном праву", Страни правни живот бр. 1-2/1999, стр. 39 - 54.;
32. "Еколошка катастрофа у Панчеву услед бомбардовања хемијске индустрије током НАТО агресије - Бела књига;
33. Стручни елаборат израђен за СМИП СР Југославије - "Еколошка катастрофа изазвана НАТО бомбардовањем СР Југославије као елемент злочина геноцида". Наведени елаборат је уврштен у састав југословенске тужбе Међународном суду правде, против неких држава чланица НАТО-а. (International Court of Justice – Case Concerning Legality of Use of Force – Yugoslavia v. Belgium, Canada, France, Germany, Italy, Netherlands, Portugal and United Kingdom – Facts Related to Breaches of Obligations Related to Environment, p. 177 - 191);
34. "Еколошка катастрофа у Југославији и масовно страдање становништва Југославије услед НАТО агресије - кривичноправни аспект", "Темида", часопис Виктимолошког друштва Србије, бр. 2/2000, стр. 51 - 65.;
35. "Обезбеђење присуства оптуженог на главном претресу", Билтен Окружног суда у Београду, бр. 52/2000, стр. 79 - 105.;
36. "Притвор у скраћеном поступку", "Правни живот" бр. 9, Београд, 2000. Том I, тематски број - Култура права и снага закона, стр. 323 - 339.;
37. "Оштећени у кривичном поступку - како побољшати његов положај ?", "Темида" бр. 3-4, Београд, 2000, стр. 5 - 18.;
38. "Принцип акузаторности у кривичном поступку", "Архив за правне и друштвене науке", бр. 3, Београд, 2000, стр. 295 – 317.
39. «Кривичнопроцесни и криминалистички механизми спречавања секундарне виктимизације деце – жртава насиља», Зборник српског удружења за кривично право, саветовање: «Насиље и кривична одговорност – правно-медицински аспекти агресивног понашања и његовог сузбијања – Београд, 2001.; стр. 155 – 165.
40. «Исказ сведока који је постао окривљени у истој кривичној ствари», «Избор судске праксе – стручно-информативни часопис – «Глосаријум», Београд, 2001, бр. 5, ст. 11 – 14;
41. «Спречавање тортуре у преткривичном и кривичном поступку», "Темида", часопис Виктимолошког друштва Србије, бр. 1, 4, аррил, 2001, стр. 3 – 13;
42. «Кривичноправна заштита деце од злостављања (са посебним освртом на процесноправне одредбе), Зборник Института за јавну управу, правосуђе и локалну самоуправу Црне горе, семинар – Правно усавршавање – заштита деце од насиља у породици, Херцег Нови, 2001.; стр. 41 – 46.;
43. «Кривичноправна заштита животне средине – доказни аспекти», «Правни живот» бр. 9, Београд, 2001, Том I, стр. 257 – 280.
44. «Деца – жртве сексуалног насиља (кривичноправни и кривичнопроцесни положај), "Темида", часопис Виктимолошког друштва Србије, бр. 3, 4 октобар, 2001, стр. 3 – 17.
45. «Забрана напуштања боравишта – нова мера за обезбеђење присуства окривљеног у кривичном поступку», Билтен окружног суда у Београду, бр. 56., Београд, 2002, стр. 15 – 35.
46. „Деца у кривичном поступку“, „Мултидисциплинарно усавршавање стручњака у стварима заштите деце од занемаривања и злостављања“, Издавач: Центар за брак и породицу: „Жарко Албуљ“, Београд, 2002.;
47. «Значај едукације полицајаца о заштити људских права у преткривичном и кривичном поступку», Реформа полицијског школства у Републици Србији – Округли сто са међународним учешћем – зборник радова, Виша школа унутрашњих послова, Београд, 2002, стр. 307 – 323.
48. «Кривичнопроцесне могућности заштите жртава кривичних дела повезаних са трговином људским бићима», "Темида", часопис Виктимолошког друштва Србије, бр. 2, Београд, 2002, стр. 5 – 17.
49. «Начело слободне оцене доказа у кривичном поступку», «Архив за правне и друштвене науке», бр. 1-2, Београд, 2002, стр. 3 – 35.
50. «Преглед посебних одредби о малолетним учиниоцима кривичних дела у упоредном кривичноправном законодавству европских земаља, (коауторски рад са мр Иваном Стевановић), Врховни суд Србије – «Билтен судске праксе», бр. 3, саветовање у Врњачкој Бањи, Службени гласник, Београд, 2002, стр. 331 – 363.
51. «Разлози за одређивање притвора у савременом кривичном поступку», «Правни живот» бр. 9, Том I, Београд, 2002, стр. 383 – 417.
52. «Нове методе и компјутерски системи у савременој криминалистици», «Безбедност» - часопис МУП-а Србије, бр. 1/03, Београд, 2003, стр. 12 – 29.
53. «Командна одговорност – историјат, Римски статут и југословенско кривично право», Архив за правне и друштвене науке, бр. 4/02, Београд, 2002, стр. 489 – 532.
54. «Основне кривичнопроцесне могућности за сузбијање организованог криминалитета», Билтен Окружног суда у Београд, бр. 59/03, Београд, 2003, стр. 5 – 39.
55. «Историјски осврт на међународно кривично правосуђе и основне одлике поступка пред сталним Међународним кривичним судом», Први међународни научни скуп: «Релевантна питања међународног кривичног права» - уводни реферати, Тара, септембра 2003, стр. 77 – 112.
56. «Кривични поступак Републике Српске – додатак уз књигу проф. др Загорке Јекић: Кривично процесно право» (у раду су објашњене основне разлике између тадашњег кривичног поступка СР Југославије и тада важећег кривичног поступка Републике Српске, а текст је на Правном факултету у Српском Сарајеву током школске 2000/2001. године коришћен као обавезна литература за припремање испита из кривичног процесног права.
57. «Обезбеђење присуства окривљеног у поступку пред сталним Међународним кривичним судом», Правни живот бр. 9, I том, Београд, 2003.
58. «Кривичнопроцесни садржај неких уставноправних гаранција», Зборник Правног факултета у Приштини, «Уставне промене у нас», Косовска Митровица, 2004, стр. 271 – 282.
59. «Злочин против човечности – основни кривичноправни и доказни аспекти», Зборник: «Сузбијање криминалитета – деценија после смрти професора Водинелића», Правни факултет у Крагујевцу/Полицијска академија – Београд/Виша школа унутрашњих послова – Земун, Крагујевац, 2004, стр. 427 – 456.
60. «Положај оштећеног у кривичним поступцима за кривична дела организованог криминалитета», Темида, Часопис Виктимолошког друштва Србије, бр. 1, Београд, 2004, стр. 17 – 29.
61. «Међународно кривично процесно право и доминанте карактеристике поступка пред сталним Међународним кривичним судом», «Правни живот», бр. 9/2004, Београд, 2004, стр. 503 – 528.
62. «Криминалистичка и кривичнопроцесна анализа догађаја у Рачку» (коауторски рад са Илијом Симићем), Зборник «Геноцид у 20. веку на просторима југословенских земаља», Издавач зборника: Музеј жртава геноцида, Крагујевац-Београд, Институт за новију историју Србије: Београд, 2005, стр. 302 – 321.
63. „Извршење кривичних санкција у Републици Србији“, (међународна конференција у Сарајеву, 21 – 23. септембар, 2005), зборник: „Како побољшати сигурност у заједници: Истраживање нових могућности у кривичној области и систему затвора“, Сарајево, 2005, стр. 61 – 77.
64. «Нацрт Закона о државним органима у поступку за кривична дела оганизованог криминала и могуће модификације правила кривичног поступка за дела организованог криминала, Зборник Српског удружења за кривично право», (Саветовање на Копаонику: «Ново кривично законодавство Републике Србије, 17. до 19. март), Београд, 2005, стр. 217 – 256.
65. «Облици учествовања у остварењу кривичног дела – (са)извршилаштво и саучесништво у Римском статуту, Међународни научни скуп: «Примена међународног кривичног права у националним законодавствима», Удружење за међународно кривично право и «Intermex«, Тара, 2005, стр. 103 – 149.
66. «Прикривени иследник – законско решење и нека спорна питања», «Безбедност», бр. 3/05, Београд, 2005, стр. 373 – 397.
67. «Законик о кривичном поступку и нова решења у Предлогу Кривичног законика Републике Србије», Удружење за кривично право и криминологију Србије и Црне Горе, -- XLII редовно саветовање удружења, Зборник: «Нове тенденције у савременој науци кривичног права и наше кривично законодавство», Златибор, септембар, 2005, стр. 367 – 370.
68. „Законик о кривичном поступку и нова решења у Кривичном законику», «Ревија за криминологију и кривично право», април-децембар, број. 2-3, Београд, 2005, стр. 148 – 169.
69. «Сведок сарадник у кривичном поступку за дела организованог криминала», Зборник Полицијске академије из Београда и Више школе унутрашњих послова из Земуна – «Организовани криминалитет – стање и мере заштите», Београд, 2005, стр. 212 - 264.
70. «Кривично дело прикривеног иследника учињено у крајњој нужди», «Правни живот» бр. 9, Београд, 2005, стр. 661 – 690.
71. „Основни концептуални правци у изради новог Законика о кривичном поступку Републике Србије, „Билтен Врховног суда Србије, број 4, Београд, 2006. стр. 200 – 262.
72. „Рачак – криминалистичко-технички и кривичнопроцесно-доказни аспекти», у зборнику Илије Симића: «Истина о Рачку», «Чигоја штампа», Београд, 2006, стр. 551 – 576.;
73. „Дејство одлука и гледишта неких међународних тела на кривичнопроцесни систем Републике Србије“, „Правни живот“, број 9, Том I, Београд, 2006, стр. 731 – 756.
74. «Основне промене у Нацрту новог Законика о кривичном поступку у односу на позитивни ЗКП», у посебном издању радне верзије Нацрта Законика о кривичном поступку, за саветовање Српског удружења за кривично право на Копаонику, март 2006. године, издавач: Удружење за кривично право Србије, Копаоник, 2006, стр. 5 – 29.
75. «Доказни значај у кривичном поступку фотографија, аудио и видео снимака када није у питању радња аудио и видео надзора из члана 232 Законика о кривичном поступку», Билтен Окружног суда у Београду, бр. 70, Београд, 2006, стр. 7 – 18.
76. „Појам међународног кривичног дела“, Зборник Удружења за међународно кривично право, (саветовање на Тари: „Примена међународног кривичног права од стране међународних и домаћих судова“, „Интермекс“, Тара, 2006, стр. 83 – 116.;
77. «Геноцид као злочин над злочинима», «Архив за правне и друштвене науке», јубиларни број – 1906-2006, број 3-4/06, Београд, 2006, стр. 1997 – 2034.
78. „Планиране новеле у новом Законику о кривичном поступку», Зборник Српског удружења за кривично право: «Примена новог Законика о кривичном поступку Србије», Копаоник, 2007, стр. 215 – 236.;
79. «Планиране новеле у новом Законику о кривичном поступку», Ревија за криминологију и кривично право, број 1/07, Београд, јануар-април, 2007, стр. 121 – 147.
80. Предговор уз Законик о кривичном поступку, издавачи ABACEELI и USAID, 1. и 2. издање, Београд, 2007. године, стр. 9 – 63.
81. Текст објављен уз Законик о кривичном поступку (коауторство са Миодрагом Вуковићем): „Објашњења основних правних института и решења новог Законика о кривичном поступку, који се тичу овлашћења и поступања Пореске полиције у претходној истрази код откривања пореских кривичних дела“, Законик о кривичном поступку, издавачи: Пореска полиција Републике Србије, Правосудни центар и GTZ, Београд, 2007, стр. 343 – 403.
82. „Функција одбране и положај окривљеног у кривичном поступку Србије», Међународни зборник: «The rights of suspects and defendants in Criminal Proceedings in South East Europe, „Kondrad Adenauer Stiftung“, Editor: Stefanie Ricard Roos, Bucharest, 2007, стр. 205 – 237.;
83. „Улога посебних доказних радњи у сузбијању организованог криминалитета“, Зборник Удружења за међународно кривично право, (саветовање на Тари: „Примена међународног кривичног права – организовани криминал“, „Интермекс“, Тара, 2007, стр. 35 – 48.
84. „Alternative Sanctions. Some other Measures and Probations in the Criminal Law System of Republic of Serbia“, Зборник: «Стање криминалитета у Србији и правна средства реаговања, I део, Правни факултет Универзитета у Београду, Београд, 2007, стр. 198 – 212.
85. «Basic Characteristics of the New Criminal Procedure Code of the Republic of Serbia», Македонска ревија за казнено право и криминологија, осмо годишно советување на тема: 10 години примена на Законот за кривична постапка на Република Македонија, 27-27 септември, Охрид, 2007.;
86. „Забрана напуштања боравишта и друга ограничења личне слободе као ефикасни супститут притвора у кривичном поступку“, „Правни живот“, број 9, Том I, Београд, 2007, стр. 587 – 609.
87. „Посебне доказне радње у новом Законику о кривичном поступку“, „Ревија за безбедност – стручни часопис о корупцији и организованом криминалу“, Број 7, Београд, јануар, 2008, стр. 19 – 24.
88. „Основна начела кривичног поступка према малолетницима“, Зборник српског удружења за кривичноправну теорију и праксу, међународни научни скуп – „Кривичноправна питања малолетничке делинквенције“, Београд, 21 – 22. март, 2008, стр. 149 – 167.
89. „Законик о кривичном поступку јача положај и важност тужилаца у правном систему“, Тужилачка реч, бр. 6-7, Београд, мај, 2007.; стр. 10 – 12.
90. „Боље сто криваца на слободи, него један невин човек у затвору“, Тужилачка реч, бр. 9, Београд, 2008. стр. 14 – 16.
91. „Неки општи институти доказног права у кривичном поступку“, „Билтен судске праксе Окружног суда у Нишу“, број 1, Ниш, 2008, стр. 22 . 45.
92. „Основи међународног кривичног процесног права“, зборник са међународног научног скупа: „Међународно кривично право и људске слободе“, Удружење за међународно кривично право, Тара, 2008. године.
93. „Основне феноменолошке одлике организованог криминалитета и специјалне истражне технике у функцији његовог сузбијања“, зборник Института за криминолошка и социолошка истраживања, Београд, 2008. стр. 115 – 139.
94. „Забрана напуштања боравишта и друга ограничења личне слободе као рационална алтернатива притвору у кривичном поступку“, часопис Удружења судија/судаца у Федерацији Босне и Херцеговине – „Право и правда“, бр. 7, Сарајево, 2008, стр. 141 – 172.
95. Basic Characteristics of the Serbian Juvenile Criminal Law System, Зборник „Стање криминалитета у Србији и правна средства реаговања“, Правни факултет у Београду, Београд, 2008, стр. 148 – 161.
96. „Основна феноменолошка обележја организованог криминалитета“, „Ревија за безбдност – стручни часопис о корупцији и организованом криминалу“, Број 10, Београд, октоба, 2008, стр. 22 – 27.
97. „Начело опортунитета кривичног гоњења“, Правна ријеч – часопис за правну теорију и праксу, бр. 15/08, Бања Лука, 2008, стр. 89 – 101.
98. „Специалните истражни техники во функција на субивањето на организираниот криминал“, Македонска ревија за казнено право и криминологија, Издавач: Здружение за кривично право и криминологија на Македонија, бр. 2-3/08, Скопје, 2008, стр. 635 – 656.
99. „Разлози за притвор и заштита права на слободу“, „Правни живот“, број 9, Том I, Београд, 2008. стр. 555 – 584.
100. „Међународно кривично дело“, Зборник Правног факултета у Подгорици, Подгорица, 2009.
101. „Судска, тужилачка или страначка истрага ?, „Тужилачка реч“, Гласник Удружења јавних тужилаца и заменика јавних тужилаца Србије, број 10-11, Београд, 2009, стр. 12 – 18.
102. „Истрага у кривичном поступку“, „Бранич – часопис за правну теорију и праксу Адвокатске коморе Србије, број 1/09, Београд, 2009, стр. 71 – 94. ISSN 0353-9644.
103. „Осврт на неке новине у Законику о кривичном поступку Србије“, „Бранич – часопис за правну теорију и праксу Адвокатске коморе Србије, број 2/09, Београд, 2009, стр. 29 – 50, ISSN 0353-9644.
104. „Зачеци европског кривичног процесног права и основни нормативни механизми сузбијања корупције на нивоу Европе“, зборник Удружења за међународно кривично право Србије – међународни научни скуп: „Корупција и људске слободе“, Тара 2009, стр. 266 – 279.  978-86-83437-73-3, COBIS.SR-ID 139841548.
105. „Алтернативне кривичне санкције – појам, могућности и перспективе, Зборник Српског удружења за кривичноправну теорију и праксу (уводни реферат), XLVIредовно саветовање Удружења, Златибор, 2009, стр. 30 – 57.  978-86-83437-75-7, COBIS.SR-ID 142920460.
106. „Споразум о признању кривице“ „Правни живот“ – часопис за правну теорију и праксу, Удружење правника Србије, број 10/09, Београд, 2009, стр. 287 – 305.UDK 34 (497.11) (05), YU ISSN 0350-0500.
107. „Basic Element of the Position of Juvenile Offenders in Serbian Substantial Criminal Law“ зборник Стање криминалитета у Србији и правна средства реаговања, III део, Београд, 2009, стр. 55 – 73.  978-86-7630-202-4, COBIS.SR.ID 168904716.
108. „Доказно резоновање и заштита људских права у кривичном поступку“, „Правна ријеч“ – часопис за правну теорију и праксу, Бања Лука, 2009, стр. 455 – 477.ISSN 1840-0272.
109. „Међународно кривично процесно право“, Зборник радова Правног факултета у Источном Сарајеву, Пале, 2009, стр. 89 – 113.  978-99938-57-17-4.
110. „Посебне доказне радње као метод сузбијања организованог криминалитета“, зборник радова са Међународне научно-стручне конференције: „Корупција и прање новца (узроци, откривање, превенција), Сарајево, 2009, стр. 481 – 495.  978-99938-874-4-7.
111. „Општеприхваћени правни стандарди о малолетничкој делинквенцији и начин њихове имплементације у малолетничко кривично законодавство Србије“, „Ревија за криминологију и кривично право, број 1/09, Београд, 2009, стр. 63 – 75. UDK 334, ISSN 1820-2969.
112. „Степеновање сумње и доказна начела у кривичном поступку“, „Ревија за криминологију и кривично право, број 3/09, Београд, 2009, стр. 107 – 127, UDK 334, ISSN 1820-2969.
113. „Основни међународни кривичнопроцесни стандарди, зборник радова са Саветовања правника – Будвански правнички дани: „Актуелна питања савременог законодавства“, Будва, 2009, стр. 33 – 55.
114. „Суд као субјект тумачења казненоправне норме“, зборник: „Тумачење казненоправне норме и адекватност њене примене“, Српско удружење за кривичноправну теорију и праксу и Удружење тужилаца Србије, Canada-Serbia Judicial Reform Project, Београд, 2009, стр. 69 – 103.  978-86-85993-28-2,COBIS.SR-ID 169626380.
115. „Опште особености положаја оштећеног у кривичном поступку и основни начин кривичнопроцесне заштите оштећених“ (коауторски рад са Драганом Лукић), зборник Удружења тужилаца Србије, Canada-Serbia Judicial Reform Project: „Улога и могућност јавног тужиоца у заштити жртава кривичног дела“, Београд, 2009,стр. 25 – 64.  978-86-87259-07-2., COBIS.SR-ID 169338124.
116. „Основни елементи нормативне конструкције кривичног дела насиља у породици – нека спорна питања и дилеме“, зборник Удружења тужилаца Србије,Canada-Serbia Judicial Reform Project: „Насиље у породици“, Београд, 2009, стр. 10 – 22.  978-86-87259-08-9, COBIS.SR-ID 169909772.
117. „Проблем телесног кажњавања деце или питање да ли је батина изашла из раја ?“, зборник Удружења тужилаца Србије, Canada-Serbia Judicial Reform Project: „Насиље у породици“, Београд, 2009, стр. 23 – 25.  978-86-87259-08-9, COBIS.SR-ID 169909772.
118. „Кривични поступак у коме се појављује малолетно лице као оштећени“, зборник Удружења тужилаца Србије, Canada-Serbia Judicial Reform Project: „Насиље у породици“, Београд, 2009, стр. 49 - 67.  978-86-87259-08-9, COBIS.SR-ID 169909772.
119. „ Садашња, будућа и могућа концепција истраге у Законику о кривичном поступку“, зборник радова: „Законик о кривичном поступку и јавно тужилаштво“, Удружење тужилаца Србије, Canada-Serbia Judicial Reform Project, Београд, 2009, стр. 41 – 64.  978-86-87259-06-5, COBIS.SR-ID 168295692.
120. „ Начело опортунитета кривичног гоњења и малолетничка делинквенција“, зборник: „Опортунитет кривичног гоњења“, Удружење тужилаца Србије, Canada-SerbiaJudicial Reform Project, Београд, 2009, стр. 97 – 111.  978-86-906513-5-1, COBIS.SR-ID 157967372.
121. „Начело опортунитета кривичног гоњења у поступку против правних лица“, зборник: „Опортунитет кривичног гоњења“, Удружење тужилаца Србије, Canada-SerbiaJudicial Reform Project, Београд, 2009, стр. 113 – 118.  978-86-906513-5-1, COBIS.SR-ID 157967372.
122. „Старосна граница способности за сношење кривице у кривичноправном смислу“, зборник: „Улога јавног тужиоца у правном систему – са посебним освртом на проблематику ефикасности кривичног поступка и малолетничку делинквенцију“, Удружење јавни тужилаца Србије,, 2009, стр. 11 - 56.  978-86-87259-13-3,COBIS.SR-ID 174322188.
123. „Основни модели поступка према малолетницима у упоредном праву“, зборник: „Улога јавног тужиоца у правном систему – са посебним освртом на проблематику ефикасности кривичног поступка и малолетничку делинквенцију“, Удружење јавни тужилаца Србије,, 2009, стр. 57 - 87.  978-86-87259-13-3,COBIS.SR-ID 174322188.
124. „Поступак према малолетницима у Србији“, зборник: „Улога јавног тужиоца у правном систему – са посебним освртом на проблематику ефикасности кривичног поступка и малолетничку делинквенцију“, Удружење јавни тужилаца Србије,, 2009, стр. 88 - 120.  978-86-87259-13-3, COBIS.SR-ID 174322188.
125. Начело законитости у кривичном праву, Анали Правног факултета Универзитета у Београд, број 1/2010, Београд, 2010, стр. 66 – 128, ISSN 0003-2565.
126. Старосна граница способности за сношење кривице у кривичноправном смислу, зборник: Стање криминалитета у Србији и правна средства реаговања, Четврти део, приредио проф. др Ђ. Игњатовић, Београд, 2010, стр. 83 – 106
127. Старосна граница способности за сношење кривице у кривичноправном смислу, Crimen, Београд, 2010, број 2.
128. Начело правичног вођења кривичног поступка и начело истине у кривичном поступку, Правни живот бр. 9, Том први, Београд, 2010, стр. 587 – 611, издавач: Удружење правника Србије, YU ISSN 0350-0500
129. Нацрт Законика о кривичном поступку Србије као израз лоше концепције и погрешних нормативних решења, „Бранич“ – Часопис за правну теорију и праксу Адвокатске коморе Србије, број 3-4/10, Београд, 2010, стр. 9 – 42, ISSN 0353-9644
130. Погрешна концепција Нацрта Законика о кривичном поступку Србије, Ревија за криминологију и кривично право, Београд, 2010, стр. 41 – 70, ISSN 1820-2969
131. Оппта криминалистичка правила сузбијања привредног криминалитета, Ревија за криминологију и кривично право, Београд, 2010, стр. 63 – 85, ISSN 1820-2969
132. Осврт на неке новине у Законику о кривичном поступку Републике Србије стр. 5 – 21, зборник: Новине у процесном законодавству Републике Србије, саветовање Удружења правника Београда, уводни реферати, Београд, 5 – 6 март 2010.
133. Основи упоредног кривичног процесног права и основи проблеми реформе кривичног поступка Србије, зборник „Казнена реакција у Србији“ (прир. проф. др Ђорђе Игњатовић), Правни факултет Универзитета у Београду, Београд, 2011, стр. 54 - 125,  978-86 неважећи —7630-326-7
134. Модификације кривичног законодавства Србије у време економске кризе – неке грешке у српском КЗ-у и катастрофално лоша концепција Нацрта Законика о кривичном поступку Србије, зборник: „Заштита људских права и слобода у време економске кризе, Удружење за међународно кривично право, уредник проф. др Срето Ного, Београд, 2011, стр. 129 – 154, ISSBN 978-86-83437-73-3, COBISS.SR-ID 139841548
135. Право на здраву животну средину као људско право, зборник: „Приручник за заштиту животне средине“, Издавач: удружење јавних тужилаца и заменика јавних тужилаца Србије, уредник мр Марина Матић, Београд, 2011, стр. 95 – 104, ISSBN 978-86-87259-19-5, COBISS.SR-ID 183228172
136. Међународноправна заштита животне средине – права и обавезе држава, зборник: „Приручник за заштиту животне средине“, Издавач: удружење јавних тужилаца и заменика јавних тужилаца Србије, уредник мр Марина Матић, Београд, 2011, стр. 105 - 140, ISSBN 978-86-87259-19-5, COBISS.SR-ID 183228172.
137. Специјалне истражне технике у функцији сузбијања организованог криминалитета, рад у зборнику: «Друштвени аспекти организованог криминалитета» (Ур. А. Фатић и Б. Бановић), Институт за међународну политику и привредну, Београд, 2011, стр. 201 – 225.  978-86-7067-151-5.
138. Реформа кривичног поступка Србије, Међународни научни скуп: Актуелна питања у примјени кривичног законодавства, зборник радова, издавачи: Правни факултет Универзитета у Бањој Луци и Српско удружење за кривичноправну теорију и праксу, Београд, Бања Лука, 2011, стр. 163 – 199, ISSBN 978-99938-50-49-6
139. Погрешна концепција Нацрта Законика о кривичном поступку Србије, Архив за правне и друштвене науке, бр. 1-2/10, Београд, 2010 (изашао 2011),
140. Разлози за притвор у кривичном поступку, Правни живот бр. 9, Том први, Београд, 2011, стр. – издавач: Удружење правника Србије, YU ISSN 0350-0500
141. Основи криминалистичке стратегије, специјални број Ревије за криминологију и кривично право, посвећене проф. др Ж. Алексићу, Београд, 2011, стр. 71 – 98.
142. (Не)могућност непосредне примене међународног кривичног права у Србији, зборник Удружења за међународно кривично право Србије – међународни научни скуп: „Корупција и људске слободе“, Тара 2012, стр.
143. Неке поруке суђења у Нирнбергу, рад објављен у зборнику: «Од Нирнберга до Хага – поуке историје, Београдски форум за свет равноправних, Београд, 2012, стр. 131 – 159.  978-86-83965-37-3.
144. Критичка анализа новог Законика о кривичном поступку Србије (I), Бранич – часопис за правну теорију и праксу Адвокатске коморе Србије, бр. 1 - 2 Београд, 2012. стр. 9 – 39. ISSN 0353-9644.
145. Критичка анализа новог Законика о кривичном поступку Србије, Бранич – часопис за правну теорију и праксу Адвокатске коморе Србије, бр. 3 – 4, Београд, 2012, стр. 9 – 40., ISSN 0353-9644.
146. Тајни аудио и видео надзор – правила новог Законика о кривичном поступку Србије из 2011. године и упоредноправна анализа, Казнена реакција у Србији (зборник II део), прир. Ђ. Игњатовић, Правни факултет Универзитета у Београду, Београд, 2012, стр. 50 – 80.  978-86-7630-397-7.
147. Зачеци европског кривичног процесног права, Зборник школе права Европске уније, Универзитет Доња Горица, Факултет политичких наука, Подгорица, 2012, стр. 73 – 88.,  978-9940-560-02-7.
148. Насиље у породици, Ревија за криминологију и кривично право, издавачи: Српско удружење за кривичноправну теорију и праксу (посебно издање, бр. 1 – 2) Београд, 2012, стр 117 – 141., ISSN 1820-2969.
149. Непосредна примена међународног кривичног права у Србији, Анали Правног факултета Универзитета у Зеници, број 10, Зеница, 2012, стр. 73 – 100., ISSN: 1986-5791.
150. Основне карактеристике великих упоредних кривичнопроцесних модела и њихов утицај на реформу кривичног поступка Србије, Правна ријеч – часопис за правну теорију и праксу, број 33/2012, Удружење правника Републике Српске, Бања Лука, 2012, стр. 467 – 486., ISSN 1840-0272.
151. Противуставни карактер новог Законика о кривичном поступку Србије, Правни живот – часопис за правну теорију и праксу, Удружење правника Србије, број 9, Београд, 2012, стр. 767 – 784., YU ISSN 0350-0500.
152. Главни претрес у новом Законику о кривичном поступку Србије, зборник са конференције: Актуелна питања кривичног законодавства (нормативни и практични аспекти), организатор: Српско удружења за кривичноправну теорију и праксу XLIX редовно годишње саветовање удружења, Златибор, септембар, 2012, стр. 88 – 124.
153. (Не)могућност непосредне примене међународног кривичног права у Србији, зборник са конференције: „Релевантна питања примене међународног кривичног права у националном парву; организатор: Удружење за међународно кривично право“, Тара, јун 2012, стр. 113 – 133.
154. Кривично дело насиља у породици, зборник са конференције: „Насиље у породици међународни научни скуп; организатор: Правни факултет Универзитета у Београду“, Београд, 9. марта 2012, стр. 71 – 107.
155. Начело законитости у кривичном праву и (не)могућност непосредне примене међународног права у националном кривичноправном систему, Зборник школе права Европске уније, IV сесија, Универзитет Доња Горица, Факултет правних наука, Бар, 2013, стр. 67 -94.  978-9940-560-03-4, COBIS.CG-ID 22196496).
156. Основни европски стандарди у кривичном поступку Србије, зборник Института за криминолошка и социолошка истраживања: „Криминал, државна реакција и хармонизација са европским стандардима“, (прир. Л. Крон и А. Југовић), Београд, 2013, стр. 29 – 55. ( 978-83287-67-3 неважећи , COBIS.SR-ID 198666508).
157. Агресија као злочин против мира, зборник Удружења за међународно кривично право – дванаести тематски међународни научни скуп: „Међународна кривична дела“, Тара, јуна 2013, стр. 56 – 79. ( 978-86-83437-73-3, COBIS.SR-ID 139841548).
158. Основна обележја привредног криминалитета уз посебан осврт на кривичноправне и криминалистичке аспекте прања новца, зборник Привредног апелационог суда, 21. саветовање судија привредних судова Републике Србије, Златибор, септембар, 2013, стр. 33 – 58.
159. Нови Законик о кривичном поступку – очекивања од примене (уводни реферат на 50. редовном годишњем саветовању Српског удружења за кривичноправну теорију и праксу, зборник: „Нова решења у казненом законодавству Србије и њихова практична примена“, Златибор, 2013, стр. 33 – 68. ( 978-86-83437-98-0 неважећи , COBIS.SR-ID 192714764).
160. Однос начела истине и поједностављених форми кривичног поступка, зборник са регионалне конференције – „Поједностављене форме поступања у кривичним стварима – регионална кривичнопроцесна законодавства и искуства у примени“, (ур. Иван Јовановић и Мирољуб Станисављевић), мисија ОЕБС-а у Београду, Београд, 2013, стр. 67 – 87. (верзија на српском језику). ( 978-86207-94-5 неважећи , COBIS.SR-ID 198898444).
161. Relation between the Principle of Truth and Simplified Forms of Criminal Proceedings, in: „Simplified forms of Procedure in criminal matters – regional criminal procedure legislation and experiences in application“ (Ed. Ivan Jovanovic and Miroljub Stanisavljevic), OSCE Mission to Serbia, Belgrade, 2013,, p. 72 - 92 (верзија на енглеском језику). ( 978-85207-94-5 неважећи , COBIS.SR-ID 198898444).
162. Нови Законик о кривичном поступку – очекивања од примене, Ревија за криминологију и кривично право, Српско удружење за кривичноправну теорију и праксу и Институт за криминолошка и социолошка истраживања, Београд, 2013, број 2/2013, стр. 9 – 48. (ISSN 1820-2969).
163. Специфичности поступања са малолетницима у прекршајном поступку, Зборник: „Поступање са малолетницима у прекршајном поступку – програм обуке за судије прекршајних судова“, Правосудна академија Републике Србије и USAID Србија, Београд, 2013, стр. 65 – 88.
164. Тајни аудио и видео надзор у упоредном праву и у Законику о кривичном поступку Србије, зборник Министарства правде Републике Српске и Српског удружења за кривичноправну теорију и праксу: „Тешки облици криминалитета и државна реакција“, Требиње, 2013, стр. 113 – 147.  978-99955-691-6-7, COBIS.BH-ID 3621912).
165. Начело истине и основна доказна правила у новом Законику о кривичном поступку Србије, Правна ријеч – часопис за правну теорију и праксу, број 37/2013, Удружење правника Републике Српске, Бања Лука, 2013, стр. 489-513 (ISSN 1840-0272).
166. Основи малолетничког прекршајног права, зборник: Казнена реакција у Србији, III deo, (прир. Ђорђе Игњатовић), Правни факултет Универзитета у Београду, Београд, 2013, стр. 41 – 64.  978-86-7630-454-7.
167. Доминантне карактеристике основних великих кривичнопроцесних система и њихов утицај на реформу српског кривичног поступка, Crimen – часопис за кривичне науке, Правни факултет Универзитета у Београду и Институт за упоредно право, Београд, 2013, стр. 176 – 234. (ISSN 2217-219X).
168. Основни облици кршења права на правично суђење у новом Законику о кривичном поступку Србије, Правни живот – часопис за правну теорију и праксу, тематски број: „Право и достојанство“, Београд, 2013, Том I, број 9/2013, стр. 691 – 713. (YU ISSN 0350-0500).
169. Погрешна концепција и бројне правно-техничке грешке новог Законика о кривичном поступку – шта даље и како реформисати реформу српског кривичног поступка ?, Зборник: „Реформа кривичног права“, конференција на Копаонику, април, 2014, Удружење јавних тужилаца и заменика јавних тужилаца Србије, Копаоник, 2014, стр. 23 – 65,  978-86-83437-99-3, COBIS.SR-ID206169612;
170. Привредни криминалитет као вид криминалитета «белих крагни» и облик злоупотребе моћи, тринаести тематски међународни научни скуп: «Злоупотреба моћи», зборник Удружења за међународно кривично право, Тара, јун 2014, стр. 130 – 147.  978-86-6411-000-5 неважећи , COBIS:SR-ID 207523084;
171. Улога Државног већа тужилаца у правном систему Србије, зборник: «Ко бира судије редовних судова ?» (ур. Един Шарчевић), «Фондација за јавно право» - „Stiftung Kompetenzzentrum für Öffentliches Recht“, Сарајево, 2014, стр. 183 – 206.  978-9958-1960-9-6, COBIS.BH-ID 21401606;
172. Степен (не)остварености права на правично суђење у новом Законику о кривичном поступку,  „Правни инструктор – часопис за правну теорију и праксу“, „Параграф“, Београд, 2014, стр. 46 – 56, ISSN 2217-7027.
173. Жалба против првостепене пресуде по новом Законику о кривичном поступку, часопис: „Адвокатска канцеларија“, „Профисистем“, Смедерево, 2014, стр. 13 – 20,  2406-0348 неважећи ,0 COBIS.SR-ID 209581836.
174. Алтернативне кривичне санкције, зборник: „Казнена политика као инструмент државне политике на криминалитет“, Министарство правде Републике Српске, град Бања Лука, Универзитет у Бањој Луци, Српско удружење за кривичноправну теорију и праксу и ЈУ Службени гласник Републике Српске, Бања Лука, 2014, стр. 245 – 275,  978-99938-22-40-0, COBIS. RS-ID 4199448.
175. Насиље у породици: неки проблеми законске инкриминације и судске праксе, Зборник радова: „Насиље у Србији – узроци, облици, последице и друштвене реакције, Криминалистичко-полицијска академија и фондација „Ханс Заједел, научно-стручни скуп са међународним учешћем, Тара, 21 – 23. октобар, Београд, (2014)  978-86-7020-285-6;
176. Tax Crimes and Tax Misdemeanours in Serbia, Thematic Conference proceedings – Archibald Reiss Days Volume III, Међународни научни скуп „Дани Арчибалда Рајса“, тематски зборник радова међународног значаја, Криминалистичко-полицијска академија и Немачка фондација за међународну правну сарадњу (IRZ), Београд, 2014, стр. 27 – 40,  978-86-7020-190-3.
177. Основни криминалистички и неки кривичноправни/кривичнопроцесни аспекти ангажовања прикривеног иследника, зборник – тематска монографија: „Казнена реакција у Србији, IV део, (прир. Ђ. Игњатовић), Правни факултет Универзитета у Београду, Београд, 2014, стр. 38 – 69,  978-86-7630-516-2;
178. Један поглед на Сарајевски атентат, зборник (ур. Ј.Ћирић и М.Ђорђевић): «Сто година од почетка Првог светског рата», Институт за упоредно право, «Интермекс» и Завод за уџбенике», Београд, 2014, стр. 229 – 248,  978-86-6411-001-3, COBIS.SR-ID 207561740.
179. Оптужење и мере за обезбеђење присуства окривљеног и несметано вођење кривичног поступка, зборник Српског удружења за кривичноправну теорију и праксу, LIV редовно годишње саветовање Удружења, Златибор, септембар 2014, стр. 143 – 175,  978-86-6411-003-7, COBIS.SR-ID 209102860;
180. Споразуми јавног тужиоца и окривљеног у кривичном поступку и могућност њиховог увођења у поступак одлучивања о привредним преступима, Привредни апелациони суд – радни материјал II, 22. саветовање судија привредних судова Републике Србије, Београд, 2014, стр. 47 – 70.
181. Основни проблеми у примени новог Законика о кривичном поступку Србије и како „реформисати реформу“ српског кривичног процесног права, «Правни живот», тематски број: „Право и начело савесности и поштења“, Том I, број 9/2014, Београд, 2014, стр. 575 – 595., (YU ISSN 0350-0500).
182. Право на правично суђење у новом кривичном поступку Србије, Правна ријеч – часопис за правну теорију и праксу, број /2014, Удружење правника Републике Српске, Бања Лука, 2014, стр. (ISSN 1840-0272).
183. Захтев за заштиту законитости у новом Законику о кривичном поступку, „Адвокатска канцеларија“ број 6/2015, Смедерево, 2015, стр. 16 – 22, ISSN 2406-0348, COBIS.SR.ID 209581836.
184. Споразуми јавног тужиоца и окривљеног у кривичном поступку и могућност њиховог увођења у поступак одлучивања о привредним преступима, „Правни инструктор - часопис за правну теорију и праксу“, „Параграф“, Београд, 2015, стр. 14 – 21., ISSN 2217-7027, COBIS.SR.ID. 186958860.
185. Однос организованог криминалитета у кривичноправном смислу и саучесништва, „НБП – наука, безбедност полиција – журнал за криминалистику и право“, „Криминалистичко-полицијска академија“, број 3/2014, (наведени број часописа изашао у фебруару 2015. године) Београд, 2014, стр. 1 – 26., ISSN 0354-8872, COBIS.SR.ID. 125217799.
186. Могуће промене у кривичном поступку Србије, зборник: „Кривично законодавство – de lege lata et de lege ferenda“, Министарство правде Републике Српске, град Приједор, Универзитет у Бањој Луци, Српско удружење за кривичноправну теорију и праксу, ЈУ Службени гласник Републике Српске, Приједор, 2015, стр. 101 – 128, ISSBN 978-99938-22-51-6, COBIS.R.S.ID.4957876.
187. Споразум о признању кривичног дела, Адвокатска канцеларија – стручни часопис за адвокате, „Профисистем“, јун 2015, број 10, Смедерево, 2015, стр. 18 – 23.,  2406-0348 неважећи ,0 COBIS.SR-ID 209581836.
188. Осврт на историјски развој међународног кривичног правосуђа, зборник Школе права Европске уније, Универзитет Доња Горица, Факултет Правних наука, Подгорица, 2015, стр. 112 – 142., ISSBN 978-9940-560-05-8, COBIS.CG-ID 27185168.
189. Докази и доказни поступак на главном претресу, зборник: Главни претрес и суђење у разумном року – регионална кривичнопроцесна законодавства и искуства у примени (ур. С. Бејатовћ и И. Јовановић), ОЕБС – Мисија у Србији, Београд, 2015, стр. 193 – 217., ISSBN 978-86-6383-025-7.
190. Реформа малолетничког кривичног права у Србији, зборник: Малолетници као учиниоци и жртве кривичних дела и прекршаја, (ур. И. Стевановић), Институт за криминолошка и социолошка истраживања, Београд, 2015, стр. 39 – 68., ISSBN 978-86-83287-85-7, COBIS.SR-ID 215317516.
191. Основни институционални облици међународне сарадње у сузбијању организованог криминалитета, зборник Удружења за међународно кривично право, четрнаеста тематска међународна конференција: „Међународна судска, тужилачка и полицијска сарадња у борби против криминала“, „Intermex“ Тара, јун 2015, стр. 268 – 284., ISSBN 978-86-6411-000-6, COBIS.SR-ID 207523084.
192. Тајни аудио и видео надзор као посебна доказна радња у Законику о кривичном поступку Србије, „Тужилачка реч“, број.28/2015, Београд, 2015, ISSN 1452-8843, COBIS.SR.ID 14096012., стр. 25 – 49.
193. Општи појам кривичног дела у Сједињеним Америчким Државама – сличности и разлике у односу на српско кривично право, тематска монографија: „Казнена реакција у Србији“, V део, (ур. Ђ. Игњатовић), Београд, 2015, стр. 47 – 74.  978-86-7630-516-2;
194. Кривична дела против привреде – актуелно стање и планиране новеле, Привредни апелациони суд – 23. саветовање судија привредних судова Републике Србије, радни материјал II, Београд, 2015, стр. 83 – 113.
195. Кривичнопроцесно законодавство Републике Србије – нормативни аспект адекватности или неадекватности државне реакције на криминалитет (уводни реферат), Српско удружење за кривичноправну теорију и праксу, Зборник: „Суђење у разумном року и други кривичноправни инструменти државне реакције на криминалитет“, LV редовно годишње саветовање Удружења, Златибор, Београд, 2015, стр. 41 – 75. ISSBN 978-86-6411-003-7(Intermex), COBIS.SR.ID209102860.
196. Однос начела истине и начела правичног вођења кривичног поступка, Правна ријеч – часопис за правну теорију и праксу, број 44/2015, Удружење правника Републике Српске, Бања Лука, 2015, стр. 561 - 584, ISSN 1840-0272.
197. Основне планиране новеле Кривичног законика Србије (коауторски рад са Ј. Лазаревићем), стр. 32 – 74., Билтен Врховног касационог суда, број 2/2015, Врховни касациони суд и „Intermex“ Београд, 2015, стр. 131 – 179. ISSN 2217-3676, COBIS.SR.ID 17980876.
198. Битне карактеристике малолетничког кривичног права и основне специфичности Нацрта Закона о малолетним учиниоцима кривичних дела и заштити малолетних лица у кривичном поступку, Билтен Врховног касационог суда, број 2/2015, Врховни касациони суд и „Intermex“ Београд, 2015, стр. 131 – 179. ISSN 2217-3676, COBIS.SR.ID 17980876.
199. Начело опортунитета кривичног гоњења и (не)деловање начела ne bis in idem , стручно информативни часопис, «Intermex» «Правни информатор», број 10, Београд, октобар, 2015, стр. 19 – 28,
200. Утицај уставног положаја носилаца јавно-тужилачке функције на улогу јавног тужиоца у кривичном поступку, „Тужилачка реч“ – гласило Удружења тужилаца Србије, Београд, број 29, 2015. стр. 12 – 28, ISSN 1452-8843, COBIS.SR.ID 14096012.
201. Реформа кривичног поступка Србије – нови Законик о кривичном поступку и могуће новеле, зборник „Супротстављање савременим облицима криминалитета – анализа стања, европски стандарди и мере за унапређење“, Том I, Криминалистичко-полицијска академија у Београду и Фондација Ханс Зајдел, Београд, 2015, стр. 39 – 60.  978-86-7020-322-8 COBIS.SR.ID 216839436.
202. Концепт кривичног поступка као вид идентитетског преображаја Србије, «Правни живот», тематски број: „Право и аутономија личности“, Том I, број 9/2015, Београд, 2015, стр, (YU ISSN 0350-0500).
203. Неурачунљивост и интоксикација у кривичном праву САД – сличности и разлике са неурачунљивошћу и скривљеном неурачунљивошћу у српском кривичном праву, „НБП – наука, безбедност полиција – журнал за криминалистику и право“, „Криминалистичко-полицијска академија“, број 2/2015, Београд, 2015, (објављено почетком 2016. године), стр. 1 – 25, ISSN 0354-8872, COBIS.SR.ID. 125217799.
204. Захтев за заштиту законитости – законско решење и неки практични проблеми, „Тужилачка реч“ – гласило Удружења тужилаца Србије,, број 30/2016, Београд, 2016, стр. 12 – 21. ISSN 1452-8843, COBIS.SR.ID 14096012.
205. Злочин против мира као „капитално“ међународно кривично дело, зборник радова са међународног научног скупа: Кривична дела против човјечности – нормативно и стварно“, Правни факултет у Бањој Луци, Бања Лука, фебруар, 2015, стр. 93 - 140.
206. Неке практичне тешкоће и основни концептуални проблеми српског кривичног поступка, зборник: „Доминантни правци развоја кривичног законодавства и друга актуелна питања у правном систему Србије“, Удружење јавних тужилаца и заменика јавних тужилаца Србије и „Интермекс“, Копаоник, 2016, стр. 115 – 156.  978-86-6411-009-9, COBIS.SR.ID 222159116.
207. Основне новине у Нацрту Закона о малолетним учиниоцима кривичних дела и заштити малолетних лица у кривичном поступку, „Доминантни правци развоја кривичног законодавства и друга актуелна питања у правном систему Србије“, Удружење јавних тужилаца и заменика јавних тужилаца Србије и „Интермекс“, Копаоник, 2016, стр. 386 – 419.  978-86-6411-009-9, COBIS.SR.ID 222159116.
208. Условни отпуст са становишта кривичног материјалног и процесног права, Међународни научни тематски скуп (Палић, 2-3 јун 2016): „Кривичне и прекршајне санкције и мере: изрицање, извршење и условни отпуст“, зборник Института за криминолошка и социолошка истраживања, Београд, 2016, стр. 363 – 385.  978-86-83287-90-1, COBIS.SR.ID 223617548.
209. Посебне доказне радње у функцији сузбијања тероризма, Међународни научни скуп (Теслић, 22. и 23. април 2016): „Кривичноправни инструменти супростављања тероризму и другим кривичним дјелима насилничког карактера“, зборник Министарства правде Републике Српске, Српског удружења за кривичноправну теорију и праксу и Интернационалне асоцијације криминалиста, Бања Лука, 2016, стр. 94 – 122.  978-99976-669-2-5, COBIS.SR.ID 5801240.
210. Основни упоредноправни модели кривичног поступка у Европи, зборник Школе права Европске уније (VII сесија – Бар, 5 – 9. маја 2015), Универзитет у Доњој Горици – Факултет правних наука, Подгорица, 2016, стр. 58 – 83. ISSN 1800-9387, COBIS.SR.ID 20816912.
211. Жалба као редован правни лек (појам, врсте и основне карактеристике), зборник: „Правни лекови у кривичном поступку – регионална кривичнопроцесна законодавства и искуства у примени), Мисија ОЕБС-а у Србији, Београд, 2016, стр. 117 – 146.  978-86-6383-039-4, COBIS.SR.ID 223837196.
212. Положај жртве/оштећеног у кривичноправном систему Србије уопште и у односу на Директиву ЕУ 2012-29, тематска монографија „Казнена реакција у Србији VI део, едиција Crimen, Правни факултет Универзитета у Београду, Београд, 2016, стр. 40 – 80.  978-86-7630639-8, COBIS.SR.ID 224555020.
213. Основни кривичноправни аспекти стечаја, Привредни апелациони суд – 24. саветовање судија привредних судова Републике Србије, Златибор, септембар, 2016, радни материјал II, Београд, 2016, стр.77 – 105.
214. Страначки споразуми у кривичном поступку, „нужно зло“ или рационална сумарна кривичнопроцесна форма, „Правна ријеч“ – часопис за правну теорију и праксу, Бања Лука, 2016, стр. 467 – 502. ISSN 1840-0272.
215. Застарелост кривичног гоњења – законско решење и нека спорна питања, Билтен Првог основног суда у Београду, број 1/2016, Београд, 2016, стр. 118 – 144. ISSN 2217-3676, COBIS.SR.ID 178980876
216. Основне карактеристике будућег положаја малолетних учинилаца кривичних дела и малолетних оштећених у кривичноправом систему Србије, „Билтен Врховног касационог суда“, број 2/2016, Београд, 2016, стр. 167 – 209. ISSN 2217-3676, COBIS.SR.ID 17980876.
217. Злочиначко удруживање (удруживање ради вршења кривичних дела) као основно кривично дело организованог криминалитета у кривичноправном смислу, конференција „Сузбијање организованог криминала као предуслов владавине права, 29. – 30. септембар, 2016, Вршац, зборник радова, Институт за упоредно право и Институт за криминолошка и социолошка истраживања, Београд, 2016, стр. 33 – 61.  978-86-80186-17-7(IUP), COBIS.SR.ID 225846028.
218. Правна природа и кривичноправни (материјални и процесни) ефекти застарелости кривичног гоњења - Први део, „Анали Правног факултета Универзитета у Београду, број 2/2016, Београд, 2016, стр. 7 – 29. ISSN 0003-2565.
219. Објективна одговорност у кривичном праву Сједињених Америчких држава, заједнички број – „Ревија за криминологију и кривично право“ и „Crimen“ – часопис за кривичне науке, Српско удружење за кривичниоправну теорију и праксу и Институт за криминолошка и социолошка истраживања», Београд, 2016, стр. 63 – 78., ISSN 1820-2969.
220. Прогањање и полно узнемиравање – ratio legis нових инкриминација и неки могућ проблеми у будућој пракси, „Тужилачка реч“ – гласило Удружења тужилаца Србије,, број 31/2016, Београд, 2016, стр. 14 – 21. ISSN 1452-8843, COBIS.SR.ID 14096012.
221. Силовање без принуде, прогањање и полно узнемиравање – нове будуће инкриминације, Билтен Вишег суда у Београду, број 87/2016, Београд, 2016, стр. 101 – 124.
222. Кривичнопроцесна традиција као вид културног и правног идентитета, «Правни живот», тематски број: „Право и друштвени императиви“, Том I, број 9/2016, Београд, 2016, стр. 611 – 640., (YU ISSN 0350-0500).
223. Англосаксонска доктрина „одбране замка“ у кривичном праву САД и њене могуће рефлексије на нужну одбрану у српском кривичном законодавству, зборник „Казнена реакција у Србији“ VII део, прир. Ђ. Игњатовић, Правни факултет Универзитета у Београду, едиција Crimen, Београд, 2017, стр. 33 – 77.  978-86-7630-708-1, COBIS.SR-ID 238053900.
224. Начело законитости и принцип кривице у кривичном праву као сегменти правне државе, зборник: „Принципи владавине права“, традиционална тематска међународна конференција, Удружење за међународно кривично право, Тара, јун 2017, стр. 78 – 111.  978-86-6411-000-6, COBIS.SR-ID 207523084.
225. Мере безбедности и начело кривице у кривичном законодавству Србије, зборник: „Мере безбедности медицинског карактера – правни и медицински аспекти“, ур. С. Бејатовић и И. Јовановић, Регионална конференција (регионална законодавства, искуства у примени и мере унапређења, ОЕБС мисија у Србији, јун, 2017, Београд, 2017, стр. 33 – 63.  978-86-6383-050-9, COBIS.SR-ID 2355015380.
226. Дејство претпоставке невиности као елемента правичног кривичног поступка, међународни научни тематски скуп: „Правосуђе и медији“, Палић, 8-9. јун, 2017, зборник Института за криминолошка и социолошка истраживања, Београд, 2017, стр. 307 – 335.  978-86-83287-97-0, COBIS.SR-ID 235768076.
227. Нови српски Законик о кривичном поступку као принцип штетног раскида са основним принципима континентално-европског кривичнопроцесног модела, „КоПра“ - Континентално право – часопис за одржив и складан равзој права, број 1/2017, „Досије“ и „Deutsche Stiftung für die Internationale rechtliche Zusammenarbeit“ – „IRZ“, Београд, 2017, стр. 48 – 72. ISSN 2560-4082.
228. Основни упоредноправни механизми одмеравања казни и условни отпуст, „Македонска ревија за казнено право и криминологија“, број 1/2017, Скопје, 2017, стр. 47 – 68. УДК 343, ISSN 1409-5327.
229. Улога полиције у заштити права оштећеног кривичним делом, међународна научна конференција, Криминалистичко-полицијска академија, Тара, 2017, тематски зборник радова са научно-стручног скупа са међународним учешћем, Тара, мај, 2017, Криминалистичко-полицијска академија, Београд, 2017, стр. 41 – 66.  978-86-7020-2 (КПА), COBIS.SR-ID 234302220.
230. Нове инкриминације против полне слободе у кривичном законодавству Србије (коауторски рад са Ј. Лазаревићем), билтен Врховног касационог суда, Београд, 2017, стр. 122 – 156. ISSN 2217-3676, COBIS.SR.ID 17980876.
231. Глобалне и систематске/системске превару у привредном пословању – основни кривичноправни аспекти, зборник радова са традиционалног саветовања Привредног апелационог суда, Златибор, 5 – 8. јун, 2017. стр. 65 – 101.
232. Реформа кривичног процесног законодавства Србије и поглавље 23 (неопходност наставка рада на реформи или завршени процес реформе ?), традиционално саветовање Удружења за кривичноправну теорију и праксу Србије, Златибор, септембар, 2017, стр. 52 – 86. ISSBN 978-86-6411-003-7(Intermex), COBIS.SR.ID209102860.
233. Основни кривичноправни аспекти кривичних дела пореске утаје, неуплаћивања пореза по одбитку и неоснованог исказивања износа за повраћај пореза и порески кредит, Зборник - приручник: „Методе истраге пореских кривичних дела“, Криминалистичко-полицијска академија, Пореска управа Републике Србије и GIZ, Београд, 2017, стр. 13 – 24.  978-86-7020-380-8.
234. Злоупотреба положаја одговорног лица – ratio legis и неки недостаци постојеће инкриминације, Зборник: „Привредна кривична дела“, Институт за криминолошка и социолошка истраживања и Институт за упоредно право, Београд, 2017, стр. 69 – 94.  978-86-80756-03-5 (IKSI),  978-86-80186-26-9, COBIS.SR-ID 247687180.
235. Начело ne bis in idem – нормативно решење и нека спорна питања, Правнi живот“ број 9/2017, Београд, 2017, стр. 661 – 697. (YU ISSN 0350-0500).
236. Кућни затвор (самостална казна или начин изршења казне затвора ?) ; зборник: „Алтернативне кривичне санкције, (регионална кривична законодавства, искуства у примени и мере унапређења)“, регионална конференција, Београд, 2018, ур. С. Бејатовић и И. Јовановић, стр. 31 – 57.  978-86-6383-074-5;
237. Организација и надлежност државних органа чија је функција сузбијање коруптивних кривичних дела, зборник Института за упоредно право и Института за криминолошка и социолошка истраживања: „Финансијски криминалитет“ ур. Ј. Костић и А. Стевановић, Београд, 2018, за стр. 11 – 41, ( 978-86-80186-39-9 UP) и ( 978-86-80756-12-7 IKSI).
238. Пореска утаја – нормативна конструкција и нека спорна питања, зборник Српског Удружења за кривично право и праксу, Министарства правде Републике Српске и Града Требиња: „Кривично законодавство и функционисање правне државе“, Требиње, 20. – 21. април, Требиње, 2018. године, стр. 65 – 80.  978-99976-36-22-5;
239. Улога Уставног суда у кривичноправном систему правног система Републике Србије, Билтен Врховног касационог суда, број 2/2018, Београд, 2018,, стр. 205 – 254. (ISSN0354-4109);
240. Привредни преступи, прекршаји и кривична дела у светлу начела ne bis in idem,, 26. Саветовање судија привредних судова Републике Србије, Привредни апелациони суд, Златибор, септембар, 2018, стр . 63 – 102.
241. Коментар одлуке Уставног суда Македоније о укидању Закона о одређивању врсте и одмеравању висине казне,
242. Кривично дело обљубе над немоћним лицем – нормативна конструкција, нека спорна питања и могуће будуће модификације, „Crimen“, број 1/2018, Београд, 2018, стр. 38 – 70.
243. Теоријска подела кривичних дела против полне слободе и њихово место у кривичноправном систему Србије, Зборник Правног факултет Универзитета у Београду, „Казнена реакција у Србији“, едиција Crimen, VIII део, Београд, 2018, стр. 46 – 88.
244. Ефикасност судске заштите и кривичноправни инструменти обезбеђења, зборник: „Организација правосуђа и ефикасност судске заштите (европски стандарди и стање у Србији – кривичноправни аспект), LVIII саветовање Удружења за кривично право и праксу, Златибор, септембра, 2018, стр. 18 -46.
245. Терет доказивања у кривичном поступку, Правни живот број 9/2018, Београд, 2018, стр. 513 – 542.
246. Кривичноправна конструкција завере у међународном кривичном праву, Зборник Међународног удружења за кривично право: „Одговорност и санкција у кривичном праву – са посебним освртом на међународно кривично право“, Удружење за међународно кривично право и „Intermex“, Београд, Тара, 2019, стр. 46 – 84.  978-86-6411-015-0, COBISS.SR-ID 264485900.
247. Притвор као мера обезбеђења присуства окривљеног у кривичном поступку (кривичнопроцесно законодавство Србије – норма и пракса), зборник: „Притвор и друге мере обезбеђења присуства окривљеног у кривичном поступку“ (међународни правни стандарди, регионална законодавства и примена), ур. С. Бејатовић, ОЕБС, Београд, 2019, стр. 39 – 78.  978-86-6383-087-5, COBISS.SR-ID 276818956.
248. Неурачунљивост у кривичном праву, Тематски зборник радова међународног значаја: „Казнено право и медицина“, Институт за криминолошка и социолошка истраживања, Палић, 2019, стр. 27 – 56.  978-86 неважећи —80756-18-9. COBISS.SR-ID 276400396.
249. Злоупотреба поверења у обављању привредне делатности као потенцијално основно привредно кривично дело, зборник Привредног апелационог суда – радни материјал, Златибор, 2019, стр. 39 – 70.
250. Кривичнопроцесно законодавство и (не)адекватност државне реакције на криминалитет (садашње стање и нова решења), зборник Српског Удружења за кривичноправну теорију и праксу: „Измене у кривичном законодавству и статусу носилаца правосудних функцијја и адекватност државне реакције на криминалитет (међународни правни стандарди и стање у Србјији), LIX редовно годишње саветовање Удружења, Златибор, 2019. стр. 42 – 87,  978-86-6411-012-9 (Intermex), COBISS.SR.ID 243538956
251. Начело ne bis in idem – са становишта норми српског казненоправног система, уставноправне праксе и ставова Европског суда за људска права, Билтен Врховног касационог суда, број 2/2019, Београд, 2019. стр. ISSN 2217-3676, COBISS.SR.ID 178980876.
252. Кривично дело у погледу којег је кривично гоњење апсолутно застарело - као део конструкције продуженог кривичног дела, „Бранич“, број 1-2/2018, Београд, 2019, (часопис изашао 2019. године), стр. 41 – 88.  0353-9644 неважећи , COBISS.SR-ID 20883970.
253. Ефекат јавне кампање „не значи не“ на модификацију кривичних дела против сексуалног самоопредељења у кривичном законодавству Немачке и могуће рефлексије у српском кривичном праву, зборник Правног факултета Универзитета у Београду: „Казнена реакција у Србији“, IX део, прир. Ђ. Игњатовић, Правни факултет Универзитета у Београду, Београд, 2019, стр. 43 – 84.  978-86-7630-825-5, COBISS.SR-ID 277320972
254. Основне контроверзе система страначког доказивања на главном претресу према правилима Законика о кривичном поступку Србије, «Континентално право – часопис за одржив и складан развој права – КоПра», година 3, број 3, Београд, 2019, стр. 19 – 37. UDK 34 / ISSN 2560-4082.
255. Значај Суда правде Европске уније као сегмента заједничких кривичноправних/кривичнопроцесних механизама ЕУ у контексту дејства начела ne bis in idem, „Правни живот», број 9/2019, Београд, 2019, стр. 521 – 547. (YU ISSN 0350-0500).

### Разни текстови
Текстови у листу Политика:
1. Трострука одбрана, 3. март, 2006,
2. Tврдње без доказа, 27. април, 2006,
3. Злочин и казна у Хагу, 19. јун, 2007,
4. О вери, сумњи и истини, 22. август, 2007,
5. Добро и зло, 29. септембар, 2007,
6. Ne bis in idem, Хрватска и Трибунал, 8. октобар, 2007,
7. Код лажног сведока, 19. новембар, 2007,
8. Годишњица „случаја Рачак, 14. јануар, 2008,
9. Претпоставка невиности и хапшење, 19. фебруар, 2008,
10. Косово је Србија, 18. март, 2008,
11. Злочин без казне, 5. април, 2008.
12. Хрватске тајне потернице, 14. јул, 2008,
13. Јатаци и хајдуци, 29. јул, 2008,
14. Др Караџић и мистер Дабић у Хагу, 4. август, 2008,;
15. Вози Мишко, 17. септембар 2008.;
16. Да ли је батина изашла из раја, 1. новембар, 2008,
17. Бомбардовање палате правде, 19/11/2008,
18. Сезона лова на политичаре није отворена, 19. децембар 2008,
19. Ништа ново на Хашком фронту, 28. фебруар 2009,
20. Комшијско парничење на високом нивоу, 8. марта 2009,
21. Није код „плавих“ све тако црно, 15/04/2009,
22. Прејака реч, 28/05/2009,
23. Операција успела – пацијент умро, 05/06/2009,
24. Не питајте их за први милион, 01/07/2009,
25. Филозофија бомбе, 22/07/2009,
26. Споразум о признању кривице, 07/10/2009,
27. Невин као сведок сарадник, 29.10.2009,
28. Медијски линч или линчовање медија, 29/12/2009.
29. Спор договор и „такнуто-макнуто, 24/02/2010.
30. Суђење није утакмица, 30/09/2010.
31. Страх од пороте, 20.05.2011.
32. Васпитне батине, 21.07.2011.
33. Реституција и фолсксојчери, 02.09.2011.
34. Законодавни оптимизам, 29. децембар, 2011.
35. Тужилац сам, тим се дичим, 18.01.2012.
36. Злочин, казна и „судијске уши, 30.03.2012.
37. Штета што чувар установности није раније реаговао, 14. 8. 2012.
38. Закон у гарантном року, 19.06.2012.
39. Жртве инцеста и претеривање, 20.03.2013.
40. Кад истина није циљ кривичног поступка, 13.05.2013.
41. Принципу из принципа није потребна рехабилитација, 11.02.2014.
42. Судије, полицајци и законописци, 10.06.2014.
43. Закон као „чаробни штапић, 21.08.2014.
44. Хемијска кастрација, 14.10.2014.
45. Шта зна дете, шта је кривично дело, 22.11.2014.
46. Границе овлашћења ВБА, 30.01.2015.
47. У дресу мастера практичне политике, 07.02.2915.
48. Нова хашка рашомонијада, 18.04.2015.
49. Насиље у породици, 22.05.2015.
50. Рехабилитација фолксдојчера, 4.06.2015.
51. Мигранти и „сигурна кућа“ Србија, 10.09.2015.
52. Кад језик «сече главу», 2015.
53. Злочин и казна на судком кантару, 5. новембар, 2015.
54. Хрватске оптужнице и српска саслушавања, 18. јануар 2016.
55. За мисли се не одговара, 2. април, 2016.
56. Универзална принципијелност Хрватске, 27. април, 2016.
57. Моћ и немоћ казне, 24. јул, 2016.
58. Шпијуни међу нама, 7. септембар, 2016.
59. Бело мучење, 5. октобар, 2016.
60. Злочин негирања злочина, 17. новембар, 2016.
61. Невидљива рука тржишта и «драга Ангела», 4. септембар, 2017.
62. Мигранти и криминалитет – поуке једног немачког случаја, 10. фебруар, 2017.
63. Ко тебе извињењем, ти њега ревизијом, 22. фебруар, 2017.
64. Фалсификовање геноцида, 27. март, 2017.
65. Окидач Вокер, 11. мај, 2017.
66. Нулта толеранција и хапшење за пример, јун, 2017.
67. Тодорић или о европском налогу за хапшење прве и треће класе, 10. децембар, 2017.
68. Генарал Ратко није крив за рат, децембар 2017.
69. Хапшење као мушење, поруке и наравоученије, 29. март, 2018.
70. Правда Хашкот механизма, 13. април, 2018.
71. Карађорђе, Петар и Маринко, 29. август, 2018.
72. Право и правда – вождово «оцеубиство и «братоубиство», 5. септембар, 2018.
73. Вожду не треба опроштај, 11. септембар, 2018.
74. Припремање убиства као посебно кривично дело, 18. фебруар, 2019.
75. Док га смрт од затвора не раздвоји, 30. април, 2019.
76. Брутални злочин и хладна глава, 7. август, 2019.
77. Вербална и «великосрпска» агресија, август, 2019.
78. Истина о Рачку, 15. децембар, 2019.
79. Хандке и Србија, децембар, 2019.